# Collège doctoral de recherche politique
Le Collège doctoral de recherche politique (政策研究大学院大学, Seisaku Kenkyū Daigakuin Daigaku) couramment abrégée en GRIPS, (pour la dénomination en anglais "Graduate Institute for Policy Studies") est une université nationale japonaise, située dans le quartier de Minato à Tōkyō.

## Histoire
L'établissement actuel a été créé à partir d'une graduate school ouverte en 1977, et dépendant de l'Université de Saitama. En 1997, l'établissement autonomisme pour devenir un établissement indépendant.

### Liste des présidents
- Toru Yoshimura 1997-2007
- Tatsuo Hatta depuis 2007

## Composantes

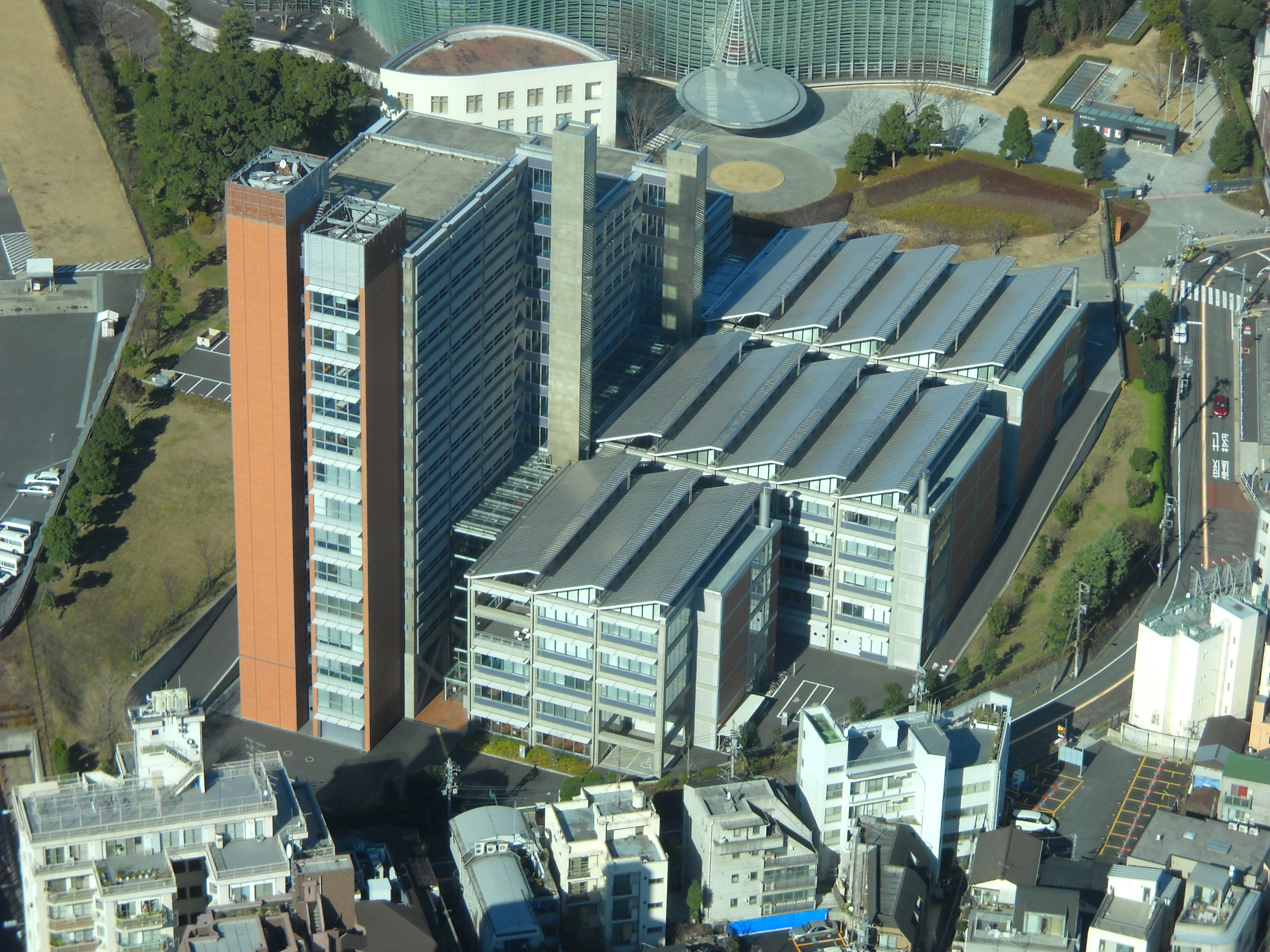
bâtiment du campus

L'université est structurée en faculté de cycles supérieurs (研究科, kenkyūka), qui a la charge des étudiants de 2e et 3e cycle universitaire.